# Jacques Arbeau
Pour les articles homonymes, voir Arbeau.
Jacques Arbeau, également connu sous le pseudonyme Jacarbo, né le 12 décembre 1926 à Tombebœuf (Lot-et-Garonne) et mort le 24 septembre 2013 à Sainte-Bazeille, est un auteur de bande dessinée français. Il a notamment dessiné des albums de Lili et des Pieds nickelés.

## Biographie
En 1940, Jacques Arbeau rencontre Paul Bérato alias Yves Dermèze, réfugié à Tombebœuf pour échapper aux occupants allemands. Le radiophoniste l'encourage à persévérer dans le dessin. Néanmoins, en raison de la guerre, Arbeau devient d'abord facteur. Il entame sa carrière « au début des années 50 dans la feue revue villeneuvoise Reflets ». En 1953, il se rend à Paris pour proposer ses services aux éditeurs et collabore sur de multiples supports : périodiques comme Âme Vaillante, Tintin, Fripounet et Formule 1, recueils de poésie, fascicules et bandes dessinées. En 1964, alors qu'il dessine une version humoristique d'un Roman de la table ronde, il opte pour le pseudonyme de Jacarbo. Il collabore à maintes reprises avec Paul Berato, qui écrit des scénarios dans des styles très variés et, en particulier, Jacarbo illustre une parodie d'Astérix, appelée Istérik, ce qui n'entame pas son amitié avec Albert Uderzo. En 1981, René Pellos, qui a produit 97 Pieds Nickelés, souhaite se retirer de la série. Jacarbo en produit six albums entre 1982 et 1983. En 1997, sur un scénario de l'historien Jacques Dubourg, le dessinateur fait deux albums de la bande dessinée historique Agenius. 
D'après Sud-Ouest, au cours de sa carrière, l'artiste a réalisé environ 60 000 dessins et 5 261 pages entre 1953 et 2003.
En 2014, Francis Groux (cofondateur du festival d'Angoulême) est président de la première édition du festival La BD est dans le pré à Fourques-sur-Garonne. En hommage au dessinateur défunt, le prix décerné durant ce festival est appelé « Prix Jacarbo ».